# Moiraine Damodred
Moraine Damodred is een hoofdpersonage uit de fantasyboekencyclus Het Rad des Tijds, geschreven door Robert Jordan. Zij is een Aes Sedai vrouwe die op zoek is naar de Herrezen Draak. Hierdoor wordt haar lot sterk verbonden met de Draak, Rhand Altor, die geacht wordt om de Duistere zelf te bevechten tijdens Tarmon Gai’don, de laatste slag.
Moiraine Damodred werd in 956 NE geboren in het koninklijke paleis van Cairhien, als nicht van Koning Laman. Ze is de jongere halfzuster van Taringail Damodred, en tante van Galad Damodred, Elayne Trakand en Gawein Trakand. Op zestienjarige leeftijd ontdekt ze zelf dat ze de Ene Kracht kan geleiden en vertrekt naar Tar Valon om een Aes Sedai te worden. Daar raakt ze spoedig bevriend met de eveneens zeer talentvolle en slimme Siuan Sanche. De twee zijn de sterkste geleiders van hun tijd, worden allebei na slechts zes jaar Aes Sedai en kiezen voor de Blauwe Ajah. Siuan wordt na enkele jaren Amyrlin Zetel en Moraine zet samen met haar zwaardhand Lan Mandrogoran haar queeste voort: de speurtocht naar de Herrezen Draak. Moiraine is een kleine slanke knappe vrouw, met grote donkere ogen en donkerbruin haar dat in vloeiende lange krullen neerhangt. Ze draagt een fijne gouden ketting in haar haren met midden op haar voorhoofd een kleine, fonkelende blauw steen.

## Samenvatting van Moiraine's avonturen

#### Een Nieuw Begin
Moiraine en Siuan zijn allebei Aanvaarden in 978 NE tijdens de ‘Slag bij de Glanzende Muren’. Zij zijn aanwezig als Tamra Ospenya, de toenmalige ‘Hoedster van de Kronieken’ haar visioen betreffende de wederkomst van de Draak uitspreekt en vervolgens het leven laat. Het is de dag dat de Aiel strijden voor de muren van Tar Valon, dat Koning Laman van Cairhien sterft, en dat Rhand Altor, de Herrezen Draak, op de heling van de Drakenberg geboren wordt. Het visioen van Tamra wordt geheimgehouden, en Moiraine en Siuan beginnen een lange speurtocht naar de Draak. Volgens de "Voorspellingen van de Draak" zal hij de enige zijn die de wereld kan redden. Desondanks wordt hij gevreesd, en de twee begrijpen dat hij juist daarom begeleid en beschermd zal moeten worden.

#### Het Oog van de Wereld
Negentien jaar later arriveren Moiraine en Lan in Emondsveld, waar ze volgens hun lange speurtocht de Herrezen Draak moeten kunnen vinden. Als de troepen van de Duistere vervolgens plotseling aanvallen, en deze aanval gericht blijkt te zijn op drie jonge mannen (Rhand Altor, Perijn Aybara en Mart Cauton), begrijpt Moiraine dat de Draak een van hen moet zijn. Samen met de drie jongens, Lan, de speelman Thom Merrilin en het begaafde meisje Egwene Alveren reist ze naar de Witte Toren. In Caemlin blijken echter alle verhalen, avonturen en dromen naar het ‘Oog van de Wereld’ te leiden, en Moiraine vraagt aan de Ogier Loial om hen via de Saidinwegen naar de Verwording te brengen. Bij het Oog wordt Rhand gedwongen om de Ene Kracht te geleiden; hij verslaat een Verzaker en strijdt met de Duistere, en Moiraine weet dat hij de langverwachte en gevreesde Herrezen Draak is.

#### De Grote Jacht
Als de Amyrlin Zetel Siuan Sanche in Fal Dara arriveert weet Moiraine haar ervan te overtuigen dat Rhand voorlopig nog ‘los’ gelaten moet worden; zowel hij zelf als de wereld zijn nog niet klaar voor de Herrezen Draak. Als de Hoorn van Valere en de dolk van Shadar Logoth worden gestolen tijdens een overval van Trolloks, wordt er een leger samengesteld om de Trolloks te achtervolgen, en krijgt Rhand zodoende een nieuwe taak. Moraine gaat met Lan naar twee Aes Sedai zusters in Kandor om de Voorspellingen van de Draak te bestuderen en krijgt daar een confrontatie met een Draghkar. Nadat Rhand zich in Falme laat gelden als Herrezen Draak keert Moiraine weer terug aan zijn zijde.

#### De Herrezen Draak
Rhand besluit echter om zijn noodlot alleen tegemoet te treden en reist naar de Steen van Tyr, die volgens de Voorspellingen alleen zal vallen als de Herrezen Draak het zwaard Callandor in handen heeft. Moiraine volgt met Lan, Perijn en Loial zijn spoor. Onderweg ontdekt ze dat in Illian dat de Verzaker Sammael heerst. Ze worden aangevallen door een Grijzel en een troep Duisterhonden, en de groep weet amper te ontkomen. In Tyr loopt het meisje Faile Bashere in een val die de Zwarte Ajah voor Moiraine heeft uitgezet. Terwijl Perijn haar redt, betreedt Moiraine de burcht en doodt de Verzaker Be'lal, terwijl Rhand met Callandor Ishamael in de gedaante van Ba'alzamon bevecht. De Aiel nemen onder leiding van het stamhoofd Rhuarc de Steen in en de Draak is herboren.

#### De Komst van de Schaduw
Moiraine is vervolgens vast van plan om in Rhands nabijheid te blijven en hem te helpen met zijn taak. Maar Rhand is haar manipulaties zat, en Moiraine begint (mede dankzij haar bezoek aan de Ter'angreaal van Tyr) te begrijpen dat ze hem op een andere manier zal moeten helpen, dan zij oorspronkelijk van plan was. Nadat zowel Rhand als zijzelf de heilige woestijnstad Rhuidean hebben bezocht, en Rhand aan de Aiel aantoont dat hij de Car'a'carn (ofwel het voorspelde hoofd der Aiel-hoofden) is, verzoent Moiraine zich met Rhand; ze laat hem enerzijds zijn eigen gang gaan, en geeft hem anderzijds nuttige lessen.

#### Vuur uit de Hemel
Als in Cairhien echter vervolgens het bericht binnenkomt dat Heer Gaebril Morgase Trakand heeft gedood, weet Moiraine dat de dag is gekomen dat zij Rhand zal moeten redden van de Verzaker Lanfir. Dit is haar voorspeld in Rhuidean. Ze leidt Rhand zelf naar de haven waar ze Lanfir treffen, en Moiraine doelbewust haar noodlot tegemoet treedt omdat het alternatief erger is. Rhand kan de Verzaker niet doden, waarna Moiraine haar in de Ter’angreaal van Rhuidean duwt. Tezamen verdwijnen zij, waarna haar zwaardhand Lan vertrekt en Rhand de brief leest die hij eerder die dag van Moiraine heeft gekregen.